# Маломихайловка (Криничанский район)
Маломиха́йловка (укр. Маломихайлівка) — село в Маломихайловском сельском совете, Криничанский район, Днепропетровская область, Украина. Является административным центром Маломихайловского сельского совета, в который, кроме того, входят сёла Диброва, Новокалиновка и Шмаково.
Население по переписи 2001 года составляло 754 человека.
Код КОАТУУ — 1222084001. 

## Географическое положение
Село Маломихайловка находится в 5 км от левого берега реки Грушивка, на расстоянии в 1 км от села Диброва. По селу протекает пересыхающий ручей с запрудой. Рядом проходит автомобильная дорога Т-0420.

## История
Село Маломихайловка основано в середине XIX века.

## Экономика
- «Очкуренко», ЧП.

## Объекты социальной сферы
- Школа.
- Детский сад.
- Дом культуры.
- Фельдшерско-акушерский пункт.

## Достопримечательности
- Братская могила советских воинов.